# Stadnik długopłetwy
Stadnik długopłetwy, bystrzyk długopłetwy, alestes długopłetwy (Bryconalestes longipinnis) – gatunek słodkowodnej ryby kąsaczokształtnej z rodziny alestesowatych (Alestiidae).

## Klasyfikacja
Gatunek ten został sklasyfikowany w 1864 roku pod nazwą Brachyalestes longipinnis, po czym przeniesiono go do rodzaju Alestes, stąd polska nazwa alestes długopłetwy. Następnie, wraz z alestesem Chapera (Alestes chaperi), został przeniesiony do rodzaju Brycinus. W latach 1989–1990 grupa francuskich badaczy uznała nazwę Brycinus chaperi za synonim opisanego wcześniej Brycinus longipinnis. Część systematyków nadal uznaje Brycinus chaperi za odrębny gatunek, a stadnika długopłetwego klasyfikuje w obrębie rodzaju Bryconalestes.

## Występowanie
Afryka równikowa od Gambii po Demokratyczną Republikę Konga.
Żyje w małych i dużych rzekach oraz słonawych estuariach, w wodach o temperaturze 22–26 °C i pH 6–8. Żyje samotnie lub w małych grupach do 5 osobników.

## Cechy morfologiczne
Dorasta do 12 cm długości standardowej (SL). W płetwie odbytowej 3 twarde i 15–23 miękkich promieni. wzdłuż linii bocznej 25–34 łuski. Nad linią boczną 5 pod 3 rzędy łusek. Na łukach skrzelowych 13–15 wyrostków filtracyjnych. Nasada płetwy grzbietowej na wysokości nasady płetw brzusznych.
Ubarwienie boków srebrzyste, grzbiet zielonkawy, brzuch białawy. Na ogonie ciemna pręga zachodząca na płetwę ogonową. U samców płetwy parzyste czerwonofioletowe, na płetwach brzusznych i płetwie grzbietowej niektóre promienie silnie wydłużone, w górnej części tęczówki oka czerwona plamka. U samic płetwy bladopomarańczowe, na obu płatach płetwy ogonowej żółtawe plamki, plamka na tęczówce pomarańczowa.

## Odżywianie
Larwy owadów oraz przelatujące owady chwytane poprzez skoki ponad powierzchnią wody.

## Rozród
Dojrzewa płciowo przy długości 4,5 cm. Trze się cały rok, parami lub grupowo. Ikra okrągła, żółta lub pomarańczowa składana bezpośrednio na dnie, pozostawiana bez opieki.

## W akwarium
Wymaga zbiornika o długości minimum 100 cm. Ryby najlepiej czują się w stadach złożonych z minimum 5 osobników.
| Zalecane warunki w akwarium | Zalecane warunki w akwarium |
| --------------------------- | --------------------------- |
| Temperatura wody            | 23–27 °C                    |
| Twardość wody               | 5–19°n                      |
| Skala pH                    | 6,5–7,5                     |